# Ultracentrifugation

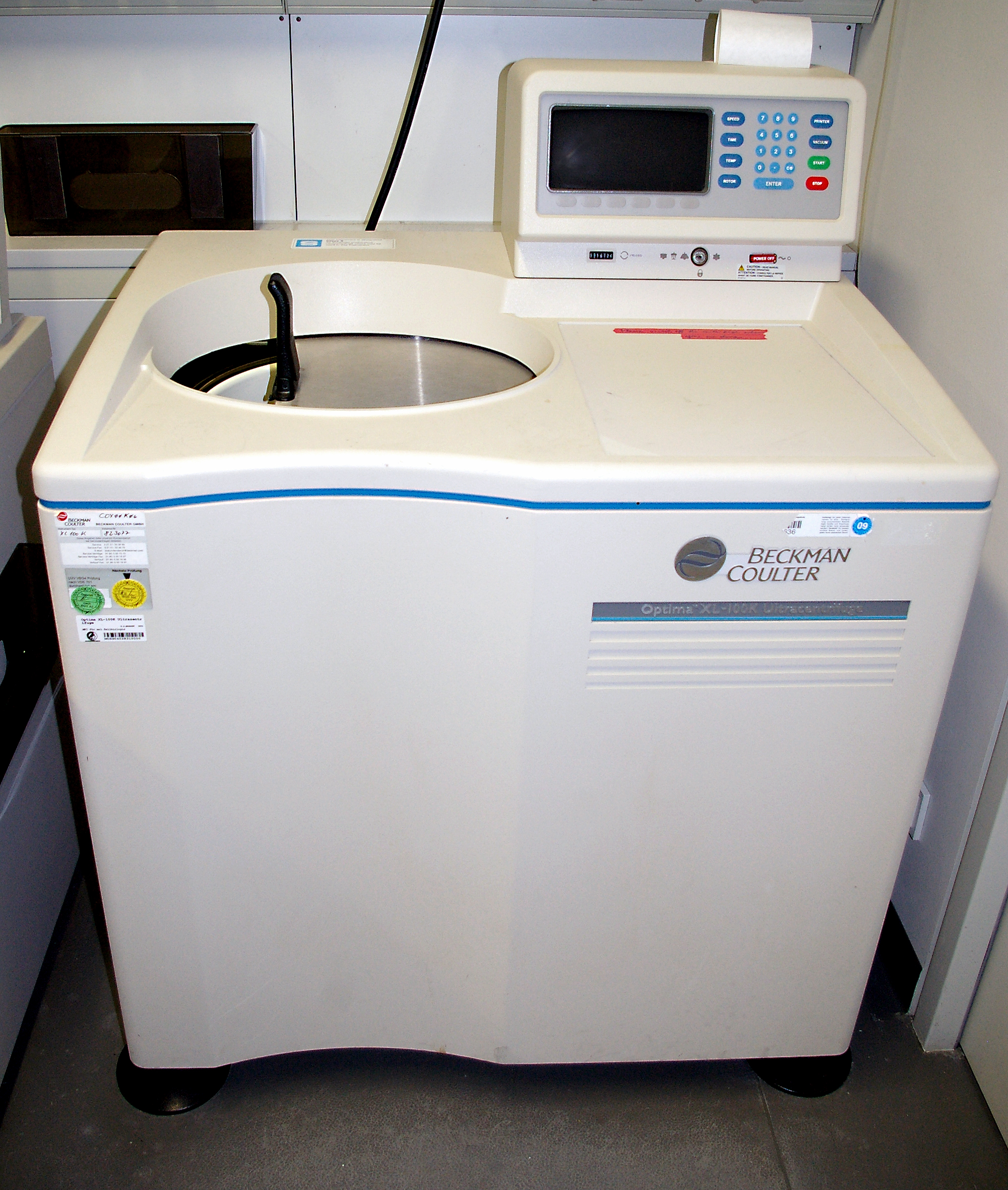
Une ultracentrifugeuse

L’ultracentrifugation est une méthode de centrifugation dont le but est de séparer des particules très fines dispersées dans un liquide de densité pratiquement égale. Pour que cette séparation ait lieu, la vitesse de rotation de la centrifugeuse doit dépasser les 15 000 tours par minute.
La centrifugeuse utilisée est appelée ultracentrifugeuse. Le rotor de cet appareil se déplace dans un vide, de sorte qu'aucune résistance de l'air ne se produise.
L’ultracentrifugation a été développée au milieu des années 1923 par Theodor Svedberg. L’ultracentrifugation peut être utilisée pour des fins analytiques ou préparatives.

## Ultracentrifugation analytique
Le but de l’ultracentrifugation analytique est de caractériser les espèces dispersées. Elle est utilisée en biologie, en biochimie et en chimie colloïdale. Les dispersions sont mises dans des cellules dont les parois sont transparentes ce qui permet la traversée d’un faisceau lumineux qui offre la possibilité de suivre la migration des particules au cours de l’expérience. La détection peut avoir lieu par spectroscopie. Ce suivi permet de déterminer par exemple la masse moléculaire, la forme, les dimensions, la densité des espèces dispersées ainsi que les interactions qui existent entre elles.

## Ultracentrifugation préparative

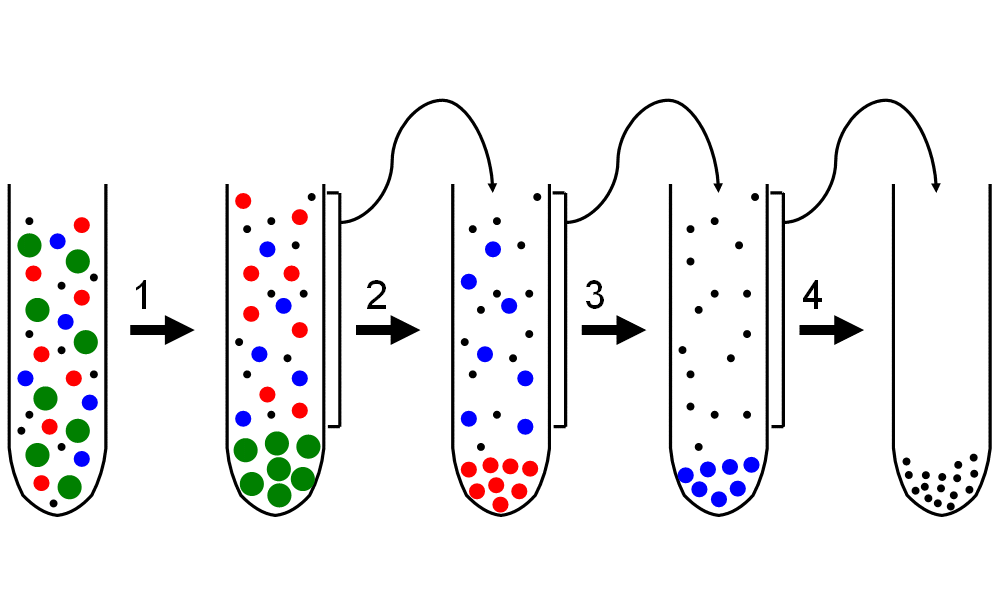
Ultracentrifugation différentielle.

Mélangeur de liquides à densités différentes pour fabriquer un liquide à gradient continu de densité.

Le but de l’ultracentrifugation préparative est d’isoler les espèces dispersées :
- elle est utilisée en biologie pour la purification des virus, la séparation des macromolécules (surtout les protéines), les analyses médicales, le fractionnement cellulaire et la préparation de solutions à gradient de densité ;
- elle est aussi utilisée pour séparer les isotopes des atomes lourds tels que l’uranium[5]. L’appareil utilisé dans ce cas est appelé ultracentrifugeuse à gaz. L’exemple le plus connu pour cette application est l’enrichissement de l'uranium.

L'ultracentrifugation préparative peut suivre différentes procédures telles que l'ultracentrifugation différentielle et l'ultracentrifugation en gradient de densité.

### Ultracentrifugation différentielle
L'échantillon est soumis à des ultracentrifugations répétées, où la séparation provoque la formation d'un sédiment appelé culot. Après chaque centrifugation, le culot est retiré et la force centrifuge est augmentée.

### Ultracentrifugation en gradient de densité
Lors de ce type d'ultracentrifugation, en plus de l'échantillon, au moins un liquide de séparation est utilisé dans le tube de centrifugation. Si un seul liquide est utilisé, il est alors à gradient continu de densité, c'est-à-dire qu'il a une densité décroissante du bas vers le haut. Si plusieurs liquides sont utilisés, alors chaque liquide a une densité différente. Ces liquides sont superposés, du plus dense en bas au moins dense en haut. L'ultracentrifugation en gradient de densité peut suivre différentes procédures, telles que la séparation zonale en gradient continu ou discontinu et la séparation isopycnique en gradient continu.
| Procédure                                           | Les particules à séparer ont                                          | Séparation des particules selon leur | L’échantillon est            | Centrifugation jusqu'à l'équilibre |
| --------------------------------------------------- | --------------------------------------------------------------------- | ------------------------------------ | ---------------------------- | --- |
| Séparation isopycnique en gradient continu          | des masses volumiques différentes                                     | masse volumique                      | mélangé au gradient          | Oui |
| Séparation zonale en gradient continu ou discontinu | la même masse volumique mais sont de taille, donc de masse différente | masse donc taille                    | déposé au dessus du gradient | Non. La sédimentation est arrêtée quand les particules les plus lourdes sont rendues vers le bas du tube à centrifuger et que le niveau désiré de séparation est obtenu. |